# The Lady in the Van
The Lady in the Van is een Britse film uit 2015 onder regie van Nicholas Hytner en een adaptatie van het gelijknamig theaterstuk op West End, gebaseerd op de autobiografische roman van Alan Bennett uit 1989. De film ging in première op 12 september op het 40ste Internationaal filmfestival van Toronto.

## Verhaal
De film vertelt het waargebeurde verhaal van de bijzondere relatie die zich ontwikkelde tussen de schrijver Alan Bennett en een oude dame die gedurende 15 jaar leefde in een bestelwagen die ze geparkeerd had op zijn oprijlaan.

## Rolverdeling
| Acteur             | Personage               |
| ------------------ | ----------------------- |
| Maggie Smith       | Miss Mary Shepherd      |
| Alex Jennings      | Alan Bennett            |
| Jim Broadbent      | Underwood               |
| Frances de la Tour | Ursula Vaughan Williams |
| Roger Allam        | Rufus                   |